# Rhyssemus californicus
Rhyssemus californicus är en skalbaggsart som beskrevs av Horn 1871. Rhyssemus californicus ingår i släktet Rhyssemus och familjen Aphodiidae. Inga underarter finns listade i Catalogue of Life.